# مستورقة بسيطة
مستورقة بسيطة (الاسم العلمي:Planaria simplex) هي نوع من الحيوانات تتبع جنس المستورقة من فصيلة المستورقات.